# نیکوسا (ویسکانسین)
نیکوسا، ویسکانسین  (به انگلیسی: Nekoosa) شهری در شهرستان وود ایالت ویسکانسین است که در سال ۱۹۲۶ بنیان‌گذاری شده‌است. این شهر طبق سرشماری سال ۲۰۱۰ میلادی ۲٬۵۸۰ نفر جمعیت داشته‌است.

## نگارخانه

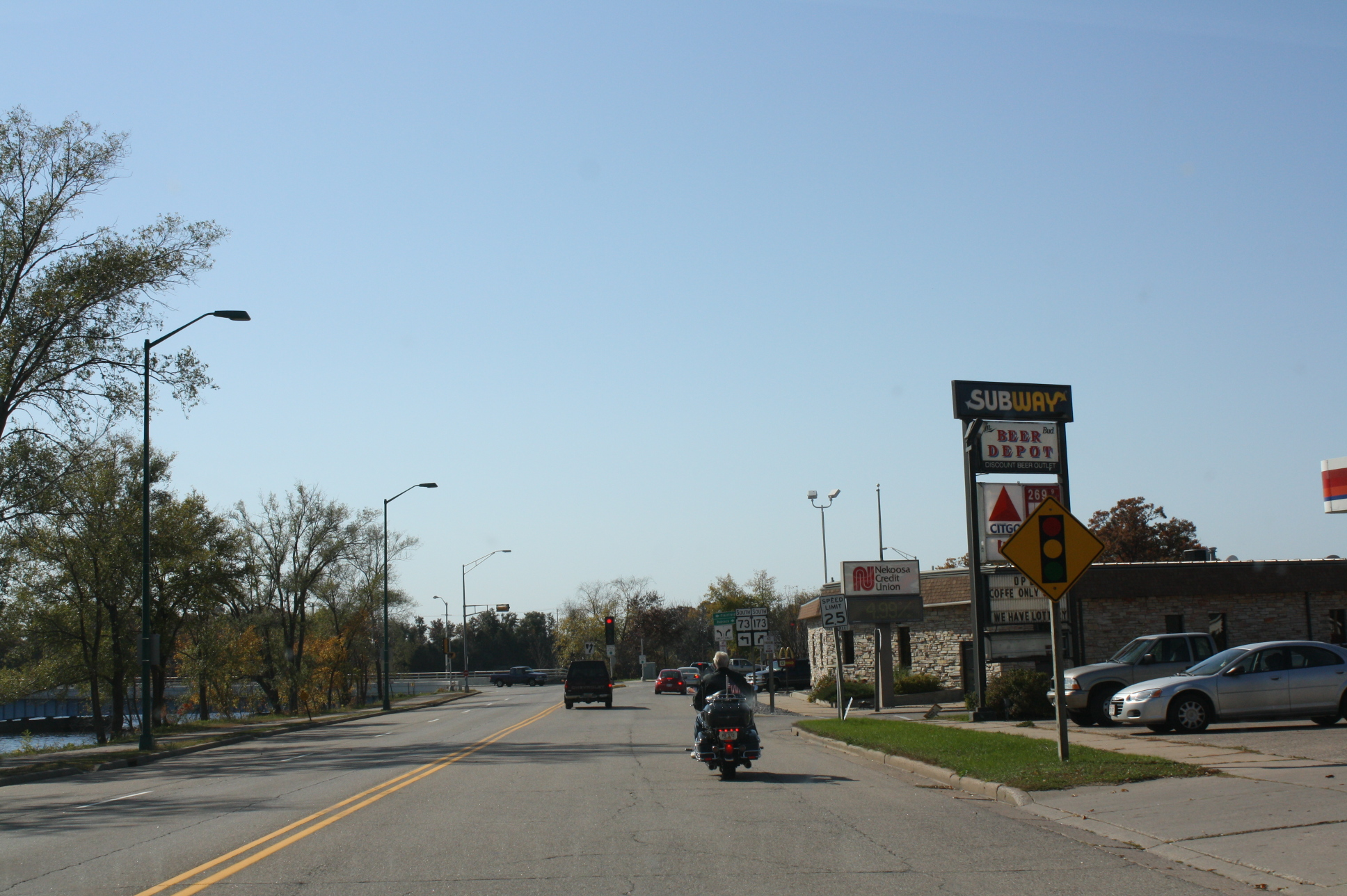
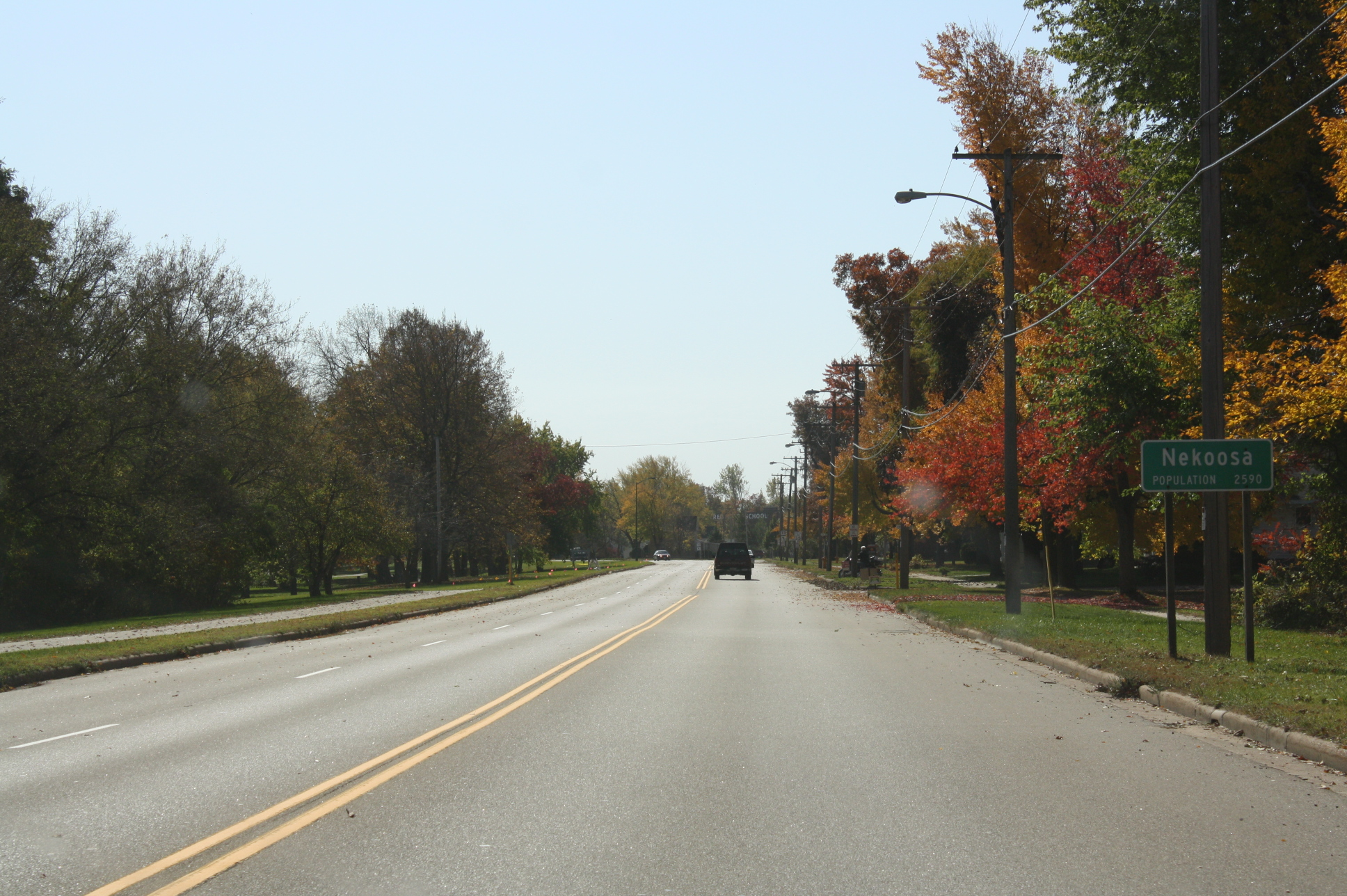
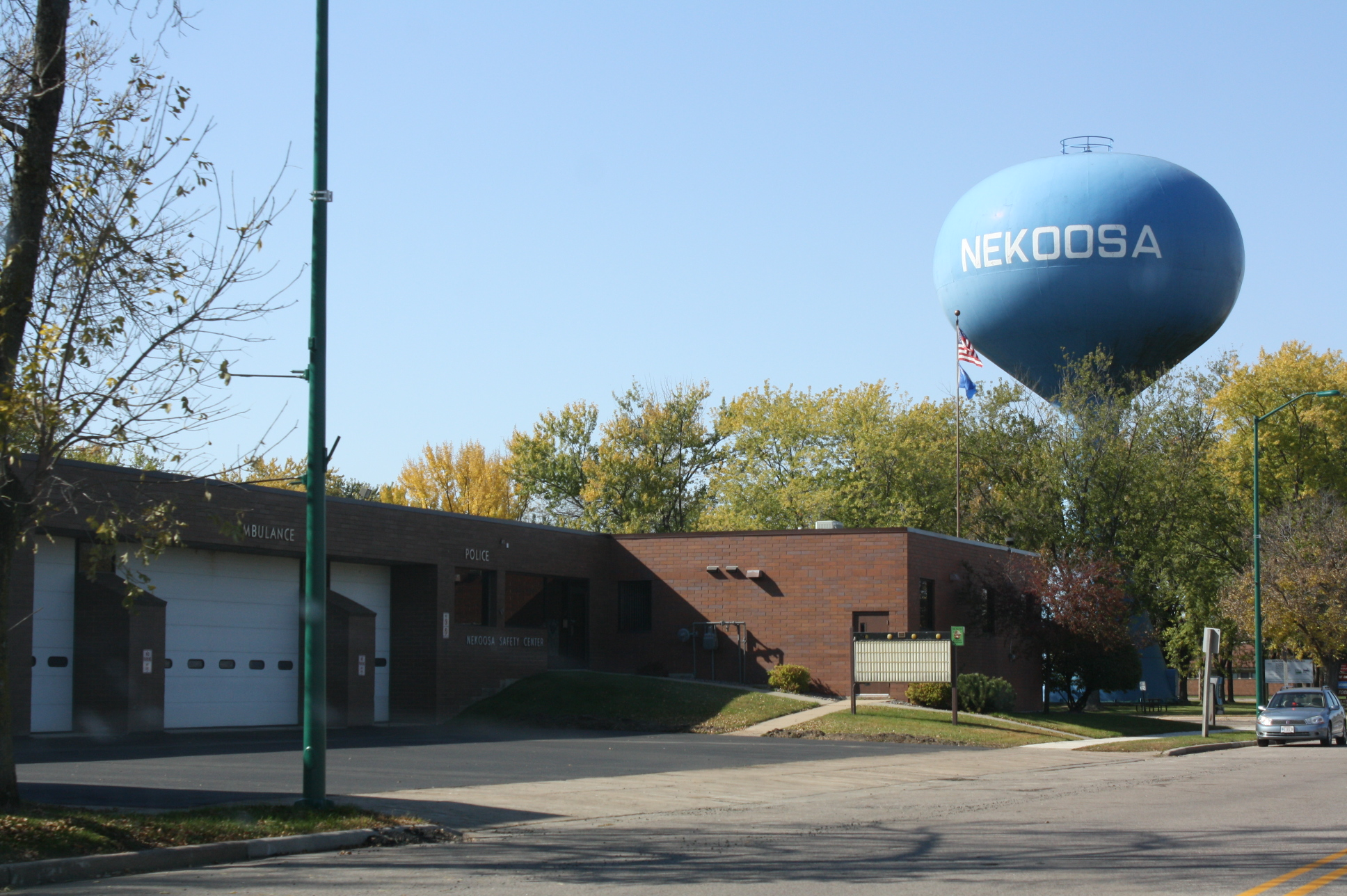
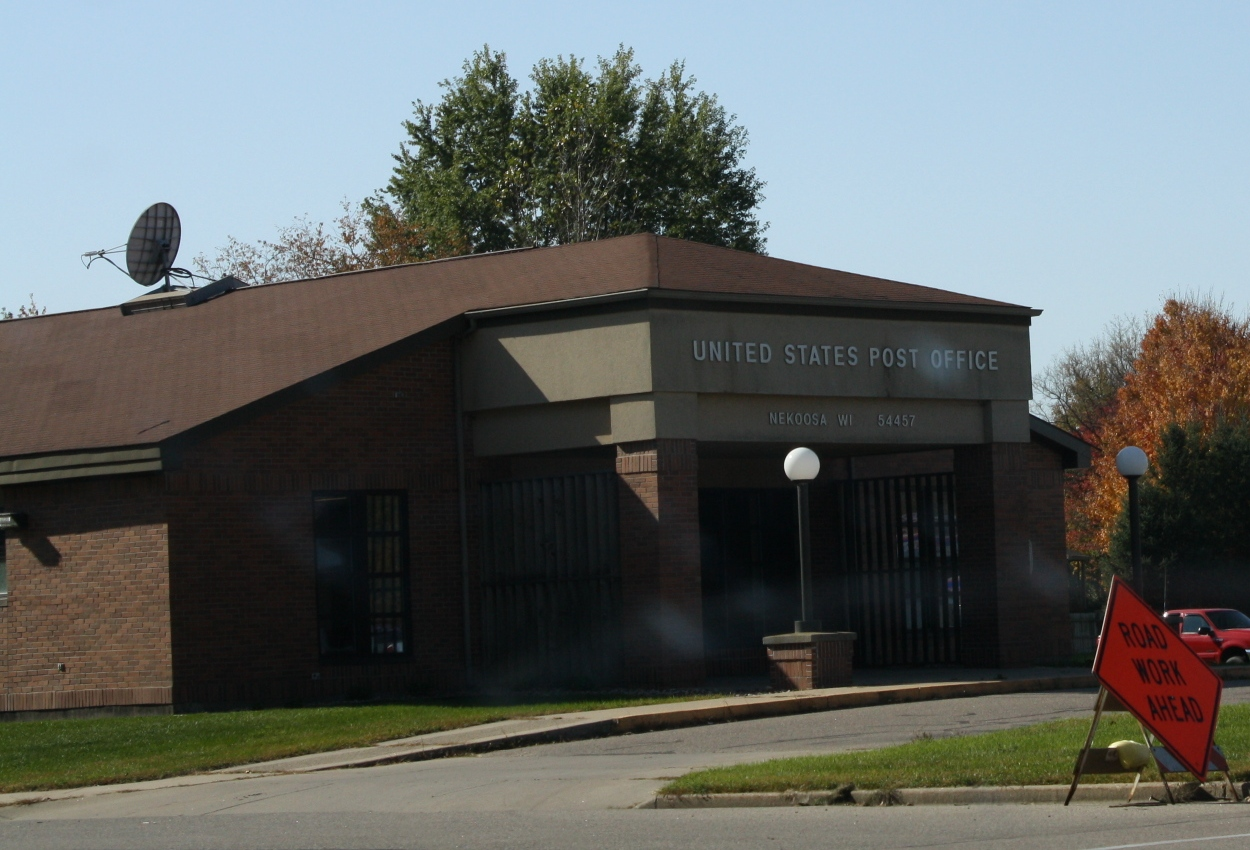